# Vysílač Nehošť
Vysílač Nehošť se nachází na stejnojmenném vrchu u vesnice Minice v nadmořské výšce 268 m n. m.; mezi vesnicemi Debrno, Dolany a městem Kralupy Nad Vltavou.

## Věž
Věž byla sestavena z betonových skruží až do výšky padesáti metrů. Na vrchol věže byly pak umístěny antény pro provoz mobilních telefonů v pásmu 450 MHz a 900 MHz a později přidány i antény pro provoz rozhlasu na VKV. Stavba celé komunikační věže trvala pouhý týden. Stala se součástí celulární sítě základových stanic, které umožňují pokrytí rozsáhlého území pomocí rádiových vln. Elektrická energie pro napájení vysílačů a přijímačů je přiváděna zemním kabelem z Dolan.

## Polohopis
Vysílač Nehošť se nachází východně od Minic, jihovýchodně od Zákolanského potoka, na území obce Dolany nad Vltavou – Debrno. Z Nehoště je dobře vidět horu Říp a Mělník a vlastně celé Podřipsko, a při dobré viditelnosti i České středohoří a hřebeny Krušných hor, Bezděz a někdy i Ještěd a Krkonoše.

## Vysílané stanice

### Rozhlas
Přehled rozhlasových stanic vysílaných z Nehoště:
|    | Stanice     | Kmitočet  | Výkon (ERP) | Polarizace   |
| -- | ----------- | --------- | ----------- | ------------ |
| FM | Radio Relax | 103,4 MHz | 0,2 kW      | horizontální |